# USS Cincinnati (CL-6)
Pour les autres navires du même nom, voir USS Cincinnati.
L'USS Cincinnati (CL-6) est un croiseur léger de classe Omaha construit pour l'United States Navy au début des années 1920. Le troisième navire de la classe est le troisième navire à porter le nom de cette ville de l'Ohio.
Le Cincinnati est mis sur cale aux chantiers Vigor Shipyards installé à Tacoma (État de Washington), il est lancé le 23 mai 1921 et admis au service actif le 1er janvier 1924.

## Historique

### Entre-deux-guerres

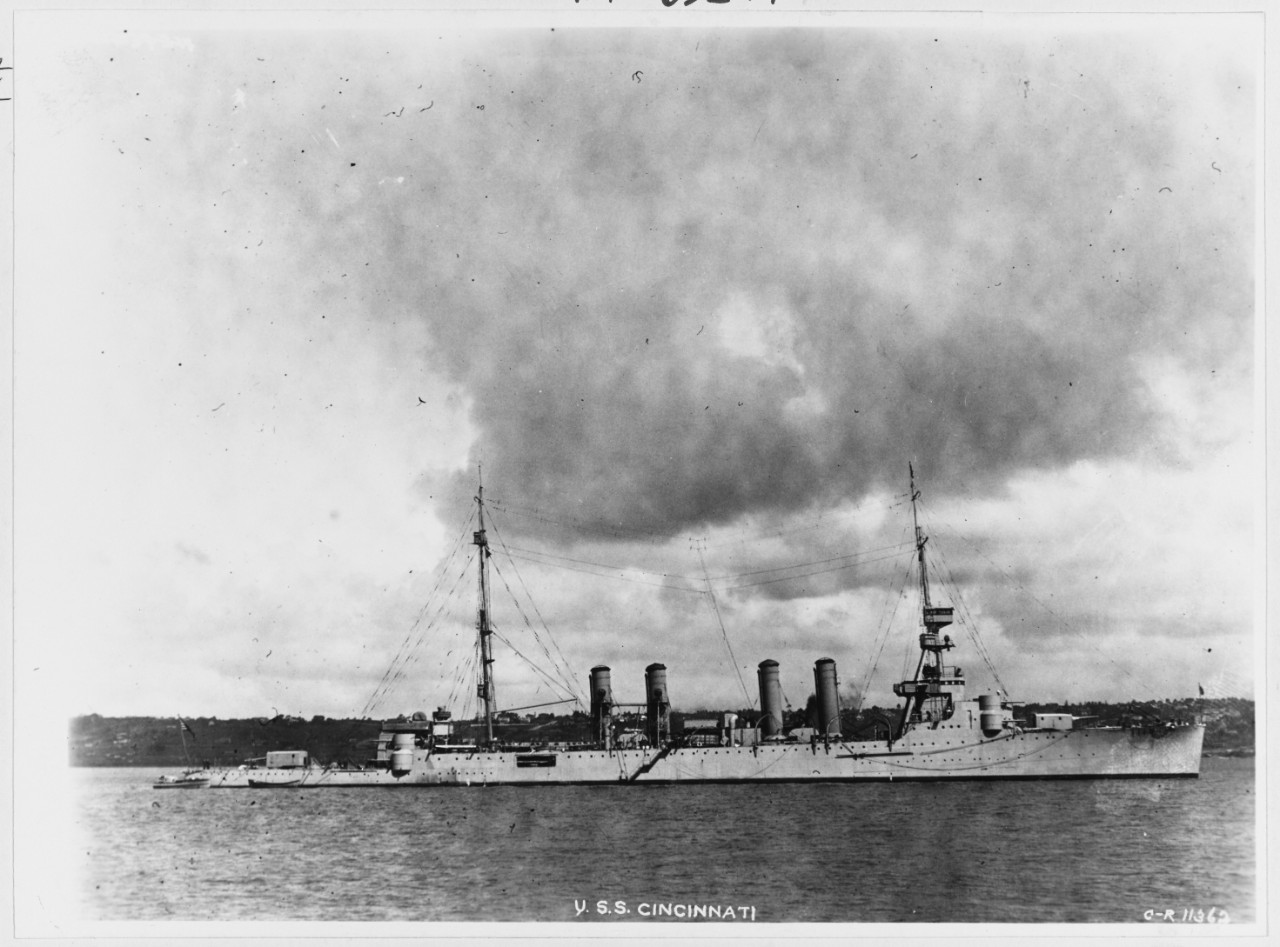
Le Cincinnati à l'ancrage au milieu des années 1920.

Après une croisière de mise en condition en Amérique du Sud, le Cincinnati est affecté en juin 1924 à la Scouting Fleet dans l'Atlantique. Il passa la majeure partie de son temps dans l'Atlantique et dans les Caraïbes, gagnant néanmoins le Pacifique pour participer au printemps 1925 à des manœuvres avec la Battle Force.
Le 17 février 1927, le Cincinnati appareilla de Balboa pour des opérations en Extrême-Orient, étant basé soit à Shanghai soit à Manille. Il regagna la côte est le 25 juillet 1928 et resta dans l'Atlantique jusqu'en 1932.
Cette année-là, il est affecté à la Battle Force dans le Pacifique, ce qui ne l'empêcha pas de participer à la croisière sur la côte est entre avril et juillet 1934 avec la revue navale présidentielle du 31 mai 1934. Dans le Pacifique, il passa les étés de 1935 à 1938 à des croisières pour les réservistes.

### Seconde Guerre mondiale

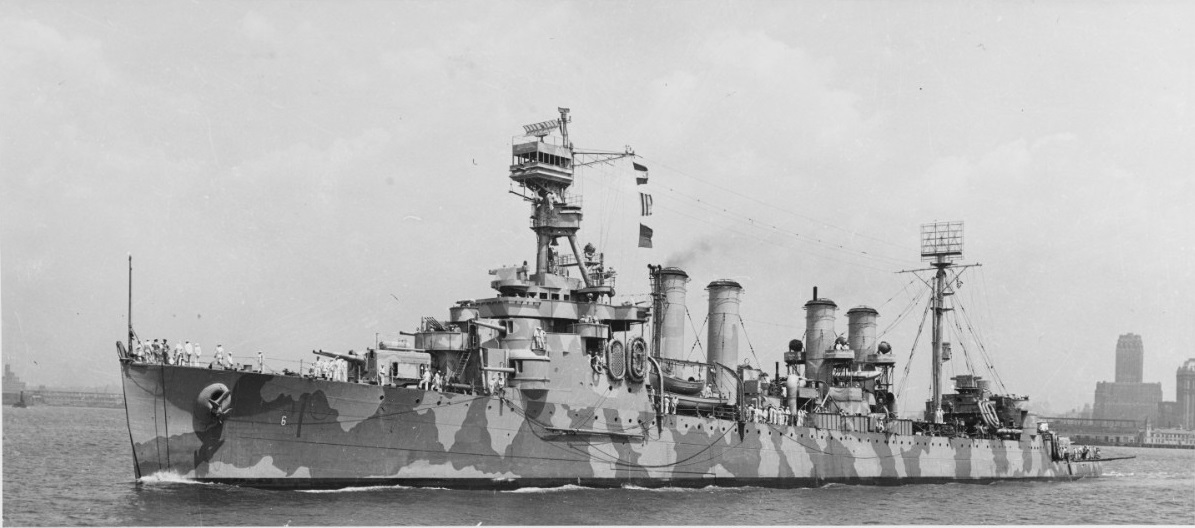
Le Cincinnati à New York le 8 juillet 1942.

Après un nouveau passage dans l'Atlantique de 1939 à avril 1940, il fut déployé depuis Pearl Harbor pour des missions de patrouilles et de transport jusqu'en mars 1941, quand il retourna dans l'Atlantique afin de participer aux opérations de patrouilles et d'interception de forceurs de blocus allemands dans l'Atlantique, participant ainsi à l'interception du SS Annaliese Essberger avec son sister-ship Milwaukee et le destroyer Somers le 21 novembre 1942.
Après un carénage à l'arsenal de New York début 1944, le Cincinnati escorta trois convois entre New York et Belfast de mars à juillet 1944. Le 28 juillet, il quitta Norfolk pour la Méditerranée afin de participer au débarquement de Provence. À la différence de l'Omaha, il n'assura que la couverture des transports jusqu'à son retour à New York le 9 septembre 1944.
Après un nouveau carénage, il retrouva la 4e flotte à Recife le 17 novembre, patrouillant dans l'Atlantique jusqu'à la fin de la guerre en Europe. À l'été 1945, il assura deux croisières d'entrainement pour aspirants officiers.

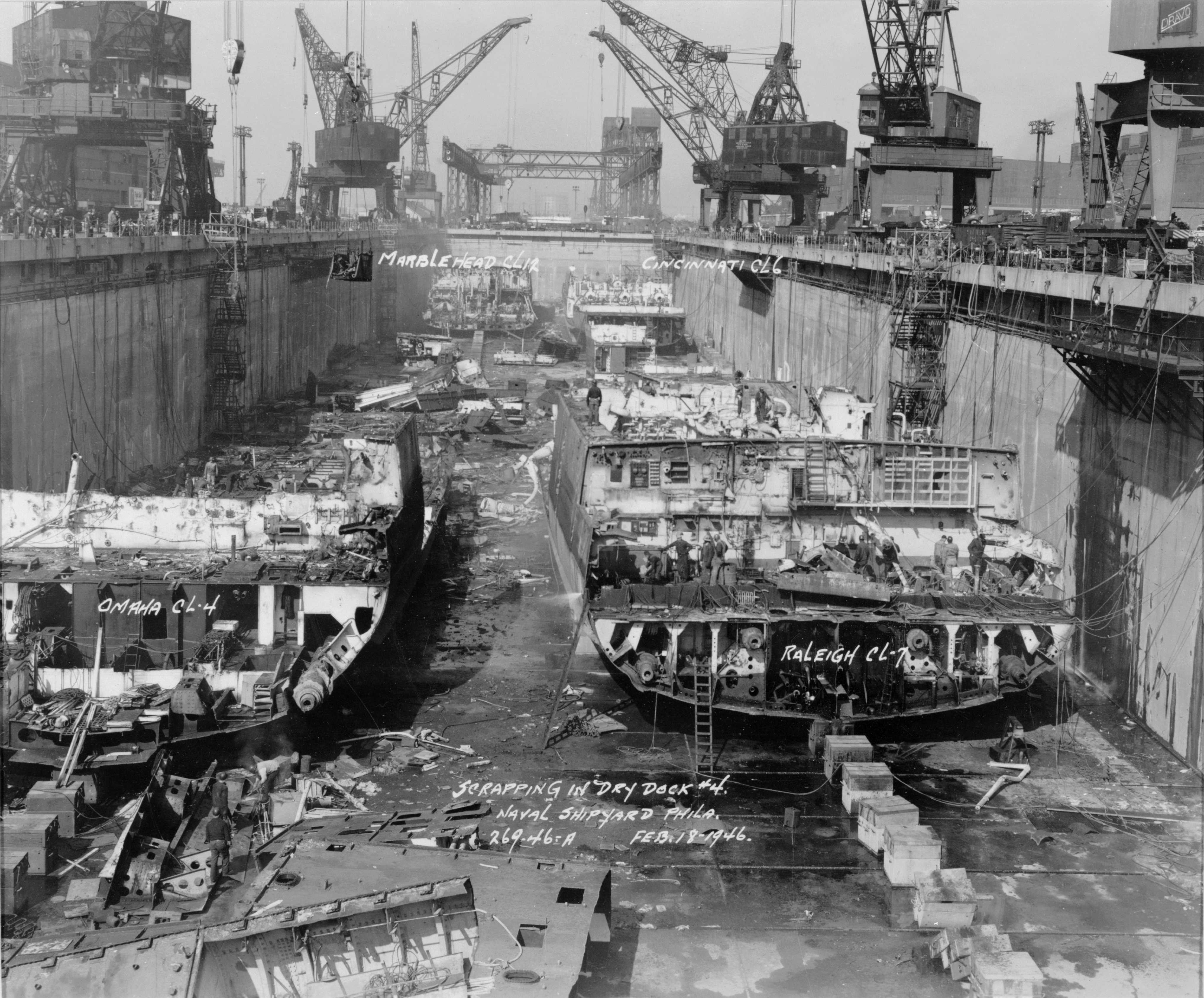
La forme de radoub n°4 du chantier naval de Philadelphie le 18 février 1946, où les navires, Cincinnati, et y sont démantelés.

Arrivé le 29 septembre 1945 au chantier de Philadelphie, il y fut désarmé le 1er novembre 1945 et démoli le 27 février 1946.
La cloche du navire se trouve dans le hall de la succursale principale de la bibliothèque publique de Cincinnati.

## Commandants notables
| Name                                   | Date                                 | Promotion finale |
| -------------------------------------- | ------------------------------------ | ---------------- |
| Captain Charles P. Nelson (en)         | 1er janvier 1924 – 20 septembre 1924 | Rear Admiral     |
| Captain Gilbert Jonathan Rowcliff (en) | 31 juillet 1928 – 2 août 1930        | Rear Admiral     |

## Décorations
- Nicaraguan Campaign Medal "Second"
- Yangtze Service Medal
- American Defense Service Medal
- American Campaign Medal
- European-African-Middle Eastern Campaign Medal avec une Battle star
- World War II Victory Medal